# Hymenophyllum productum
Hymenophyllum productum là một loài thực vật có mạch trong họ Hymenophyllaceae. Loài này được Kunze miêu tả khoa học đầu tiên năm 1848.